# David Seaman
David Andrew Seaman MBE (ur. 19 września 1963 w Rotherham) – angielski bramkarz, 75-krotny reprezentant kraju.
Grał w kilku klubach ligi angielskiej. Zaczynał w Leeds United, jednak ani razu nie stanął w bramce w barwach tego klubu. Pierwsze mecze ligowe rozgrywał w czwartej lidze angielskiej w barwach Peterborough. W angielskiej ekstraklasie zadebiutował w 1985 roku w barwach Birmingham City. Jednak najbardziej znany jest z występów w Arsenalu Londyn (spędził w nim 13 lat), z którym trzykrotnie zdobył mistrzostwo kraju (1991, 1998, 2002) i czterokrotnie Puchar Anglii (1993, 1998, 2002, 2003), a w 1994 roku sięgnął po Puchar Zdobywców Pucharów. W latach 1988–2002 Seaman występował w reprezentacji Anglii. Brał udział w Mistrzostwach Świata w 1998 i 2002 roku, oraz w Euro 1996 i 2000. W 1997 roku został odznaczony Orderem Imperium Brytyjskiego. David Seaman zaliczył również kilka ról aktorskich.

## Przebieg kariery
Karierę rozpoczynał w 1981 roku, w klubie Leeds United.
- październik 1984 – trafił do klubu Birmingham City z Peterborough United
- sierpień 1986 – przeniósł się do Queens Park Rangers
- 1988 – zadebiutował w barwach reprezentacji Anglii przeciwko Arabii Saudyjskiej
- 1990 – transfer do Arsenalu
- 2003 – przeszedł na zasadzie wolnego transferu do Manchesteru City
- 13 stycznia 2004 – w wieku 40 lat, Seaman zakończył karierę sportową
- W 2012 roku został trenerem bramkarzy w klubie Wembley FC

## Statystyki
| Klub                | Sezon              | Ligi krajowe | Ligi krajowe | Puchary krajowe | Puchary krajowe | Europejskie Puchary | Europejskie Puchary | Inne    | Inne   | Łącznie | Łącznie |
| Klub                | Sezon              | występy      | bramki       | występy         | bramki          | występy             | bramki              | występy | bramki | występy | bramki  |
| ------------------- | ------------------ | ------------ | ------------ | --------------- | --------------- | ------------------- | ------------------- | ------- | ------ | ------- | ------- |
| Peterborough United | 1982/1983          | 38           | 0            | 5               | 0               | 0                   | 0                   | 0       | 0      | 43      | 0       |
| Peterborough United | 1983/1984          | 45           | 0            | 7               | 0               | 0                   | 0                   | 0       | 0      | 52      | 0       |
| Peterborough United | 1984/1985          | 8            | 0            | 3               | 0               | 0                   | 0                   | 0       | 0      | 11      | 0       |
| Peterborough United | Łącznie            | 91           | 0            | 15              | 0               | 0                   | 0                   | 0       | 0      | 106     | 0       |
| Birmingham City     | 1984/1985          | 33           | 0            | 5               | 0               | 0                   | 0                   | 0       | 0      | 38      | 0       |
| Birmingham City     | 1985/1986          | 42           | 0            | 4               | 0               | 0                   | 0                   | 0       | 0      | 46      | 0       |
| Birmingham City     | Łącznie            | 75           | 0            | 9               | 0               | 0                   | 0                   | 0       | 0      | 84      | 0       |
| Queens Park Rangers | 1986/1987          | 41           | 0            | 7               | 0               | 0                   | 0                   | 0       | 0      | 48      | 0       |
| Queens Park Rangers | 1987/1988          | 32           | 0            | 8               | 0               | 0                   | 0                   | 0       | 0      | 40      | 0       |
| Queens Park Rangers | 1988/1989          | 35           | 0            | 7               | 0               | 0                   | 0                   | 0       | 0      | 42      | 0       |
| Queens Park Rangers | 1989/1990          | 33           | 0            | 8               | 0               | 0                   | 0                   | 0       | 0      | 41      | 0       |
| Queens Park Rangers | Łącznie            | 141          | 0            | 30              | 0               | 0                   | 0                   | 0       | 0      | 171     | 0       |
| Arsenal             | 1990/1991          | 38           | 0            | 7               | 0               | 0                   | 0                   | 0       | 0      | 45      | 0       |
| Arsenal             | 1991/1992          | 42           | 0            | 8               | 0               | 4                   | 0                   | 0       | 0      | 54      | 0       |
| Arsenal             | 1992/1993          | 39           | 0            | 8               | 0               | 0                   | 0                   | 0       | 0      | 47      | 0       |
| Arsenal             | 1993/1994          | 39           | 0            | 9               | 0               | 11                  | 0                   | 0       | 0      | 59      | 0       |
| Arsenal             | 1994/1995          | 31           | 0            | 7               | 0               | 9                   | 0                   | 0       | 0      | 47      | 0       |
| Arsenal             | 1995/1996          | 38           | 0            | 7               | 0               | 0                   | 0                   | 0       | 0      | 45      | 0       |
| Arsenal             | 1996/1997          | 22           | 0            | 6               | 0               | 0                   | 0                   | 0       | 0      | 28      | 0       |
| Arsenal             | 1997/1998          | 31           | 0            | 8               | 0               | 2                   | 0                   | 0       | 0      | 41      | 0       |
| Arsenal             | 1998/1999          | 32           | 0            | 5               | 0               | 6                   | 0                   | 1       | 0      | 44      | 0       |
| Arsenal             | 1999/2000          | 24           | 0            | 6               | 0               | 9                   | 0                   | 0       | 0      | 39      | 0       |
| Arsenal             | 2000/2001          | 24           | 0            | 7               | 0               | 10                  | 0                   | 0       | 0      | 41      | 0       |
| Arsenal             | 2001/2002          | 17           | 0            | 5               | 0               | 8                   | 0                   | 0       | 0      | 30      | 0       |
| Arsenal             | 2002/2003          | 28           | 0            | 7               | 0               | 9                   | 0                   | 1       | 0      | 45      | 0       |
| Arsenal             | Łącznie            | 405          | 0            | 90              | 0               | 68                  | 0                   | 2       | 0      | 565     | 0       |
| Manchester City     | 2003/2004          | 19           | 0            | 2               | 0               | 5                   | 0                   | 0       | 0      | 26      | 0       |
| Manchester City     | Łącznie            | 19           | 0            | 2               | 0               | 5                   | 0                   | 0       | 0      | 26      | 0       |
| Łącznie w karierze  | Łącznie w karierze | 731          | 0            | 146             | 0               | 73                  | 0                   | 2       | 0      | 952     | 0       |

## Kariera w reprezentacji
David Seaman w reprezentacji Anglii zadebiutował 16 listopada 1988 w Rijadzie w meczu przeciwko Arabii Saudyjskiej zakończonym remisem 1:1. Mógł pojechać na Mundial do Włoch, ale kontuzja wykluczyła go z udziału w tej imprezie. Po porażce drużyny Grahama Taylora w eliminacjach do mundialu w 1994, Seaman został podstawowym bramkarzem drużyny Albionu. Był nim podczas Euro 1996, gdzie z drużyną awansował do półfinału oraz na dwóch mundialach w 1998 i 2002, gdzie za pierwszym razem dotarł do 1/8 finału a 4 lata później do ćwierćfinału. Mecz Anglików z drużyną Macedonii w eliminacjach do EURO 2004 w Southampton zakończony remisem 2:2 był ostatnim meczem Seamana w drużynie narodowej. Razem w reprezentacji rozegrał 75 meczów.

## Sukcesy

### Arsenal
- Mistrzostwo Anglii: 1991, 1998, 2002
- Wicemistrzostwo Anglii: 1999, 2000, 2001, 2002
- Puchar Anglii: 1993, 1998, 2002, 2003
- Puchar Ligi Angielskiej: 1993
- Tarcza Dobroczynności: 1998, 1999, 2002
- Puchar Zdobywców Pucharów: 1994
- Finał Pucharu Zdobywców Pucharów: 1995
- Finał Pucharu UEFA: 2000

### Reprezentacyjne
- Ćwierćfinał Mistrzostw świata: 1998, 2002
- Brązowy medal Mistrzostw Europy: 1996 oraz uczestnik mistrzostw Europy w 2000
- Zwycięzca Tournoi de France: 1997

### Indywidualne
- Najlepszy bramkarz Premier League: 1997
- Order Imperium Brytyjskiego: 1997

## Życie prywatne
David Seaman zawarł do tej pory dwa małżeństwa. Z pierwszą żoną, Sandrą rozwiódł się w 1995 roku. Z obecną żoną Debbie jest od 1998 roku. Z każdą żoną ma po dwoje dzieci.